# Убийство Нифлунгов
«Убийство Нифлунгов» (исл. Dráp Niflunga) — одно из сказаний древнескандинавского «Королевского кодекса», входящее в состав «Старшей Эдды». Его причисляют к «песням о героях». Это короткий прозаический текст, в котором рассказывается о расправе Атли над Гьюкунгами. Атли женился на Гудрун, а потом пригласил к себе её братьев, Гуннара и Хёгни. Те приехали, хотя Гудрун пыталась их предупредить, и были убиты. «У Хёгни вырезали сердце, а Гуннара бросили в змеиный ров», где он играл на арфе, пока гадюка не укусила его в печень.
По мнению исследователя Генри Беллоуза, «Убийство Нифлунгов» было создано как необходимое связующее звено между «Поездкой Брюнхильд в Хель» и «Второй Песнью о Гудрун».